# Benjamin Voigt
Benjamin Voigt (* 19. März 1982 in Schongau) ist ein ehemaliger deutscher Eishockeytorwart, der zuletzt bis zu seinem Karriereende in der Saison 2014–15 für den Herner EV in der Oberliga aktiv war.

## Karriere
Benjamin Voigt spielte ab der Saison 1999/00 bei den Augsburger Panthern in der Deutschen Eishockey Liga. Im Sommer 2000 wechselte er in die 2. Bundesliga, wo er fortan für den SC Bietigheim-Bissingen spielte. Dort kam er auf seine ersten 29 Einsätze in der zweithöchsten deutschen Liga und kassierte dabei durchschnittlich 3.07 Gegentore pro Partie. Folglich schloss er sich zur Saison 2001/02 den Krefeld Pinguinen an, wo er zehn Mal zum Einsatz kam. Sein Vertrag in Krefeld wurde zum Saisonende nicht verlängert. In den folgenden drei Spielzeiten ging Voigt für mehrere Klubs in der DEL, der 2. Bundesliga und der Oberliga aufs Eis, darunter der EC Bad Tölz, die Nürnberg Ice Tigers, der EV Landshut, die Hamburg Freezers, der EC Peiting, erneut die Augsburger Panther und den EHC Bayreuth.
Während der Saison 2005/06 wechselte er vom damals insolventen EHC Bayreuth zu den Hannover Indians, wo er trotz nur sieben Einsätzen mit einem Gegentorschnitt von 2,14 zu den besten Torhütern der Liga gehörte. Dennoch verließ er die Indians zum Saisonende wieder und kehrte in die 2. Bundesliga zurück, wo er fortan als zweiter Torwart bei den Moskitos Essen unter Vertrag stand. Gleichzeitig absolvierte er in derselben Spielzeit einige Partien für die DEG Metro Stars in der DEL. Als er im Sommer 2007 zum 1. EV Weiden wechselte, war er dort erstmals in seiner Karriere der erste Torhüter. In der Folgezeit absolvierte er insgesamt 46 Oberliga-Spiele. Nachdem der Verein zum Ende der Saison 2007/08 in finanzielle Schwierigkeiten geraten war und sich in der Sommerpause aus der Oberliga zurückgezogen hatte, schloss sich Voigt dem Ligakonkurrenten Hannover Indians an, für die er bereits während der Spielzeit 2005/06 aktiv war.
Mit den Indians konnte er in der Saison 2008/09 nach einem Sieg in der Finalserie gegen die Roten Teufel Bad Nauheim in die 2. Bundesliga aufsteigen. Voigt war nach der Hauptrunde mit einem Gegentorschnitt von 2,80 hinter Stefan Vajs und Oliver Häusler der drittbeste Torwart der Liga. In den anschließenden Play-offs konnte er sich weiter steigern und seinen Gegentorschnitt auf 2,50 Tore pro Spiel senken. Damit war er der beste Goalie der Play-offs 2008/09. Nachdem er in der Saison 2009/10 nur noch der Ersatztorhüter der Indians war, verließ er den Klub Ende Januar 2010 und schloss sich dem Oberligisten EHC Dortmund an. Von Juni 2010 bis Anfang 2013 spielte er dann für Dortmunds Ligarivalen, den Hammer Eisbären, ehe er gegen Ende Januar 2013 zum Herner EV wechselte. Dort spielte er die Saison zu Ende und verbrachte noch zwei weitere Spielzeiten, bis er am Ende der Saison 2014–15 seine Schlittschuhe an den Nagel hängte.

### International
Benjamin Voigt sammelte nicht nur Erfahrungen in den deutschen Ligen, er spielte auch für die deutsche Nationalmannschaft in internationalen Begegnungen in den Auswahlen der U-18 und der U-20.

## Erfolge und Auszeichnungen
- 2009 Meister der Oberliga mit den Hannover Indians und Aufstieg in die 2. Bundesliga

## Karrierestatistik
| 2008/09 | Hannover Indians | OL    | 40 | 2357 | 29 | 10 | 3 | 111 | 2,80 |  | 2 | 120 | 1 | 1 | 0 | 5 | 2,50 | ,0 |
| 2009/10 | Hannover Indians | 2. BL | 8  | 436  | 1  | 6  | 1 | 29  | 3,99 |  | – | –   | – | – | – | – | –    | –  |
| 2009/10 | EHC Dortmund     | OL    |    |      |    |    |   |     |      |  |   |     |   |   |   |   |      |    |

(Legende zur Torhüterstatistik: GP oder Sp = Spiele insgesamt; W oder S = Siege; L oder N = Niederlagen; T oder U oder OT = Unentschieden oder Overtime- bzw. Shootout-Niederlage; Min. = Minuten; SOG oder SaT = Schüsse aufs Tor; GA oder GT = Gegentore; SO = Shutouts; GAA oder GTS = Gegentorschnitt; Sv% oder SVS% = Fangquote; EN = Empty Net Goal; 1 Play-downs/Relegation; Kursiv: Statistik nicht vollständig)